# 에드바르드 베스테르마르크

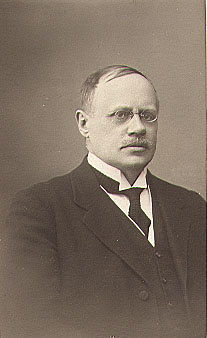
에드바르드 베스테르마르크

에드바르드 알렉산데르 베스테르마르크(스웨덴어: Edvard Alexander Westermarck, 1862년 11월 20일 ~ 1939년 9월 3일)는 핀란드의 인류학자, 및 사회학자이다. 루이스 헨리 모건의 원시난혼설을 부정하고, 심리학적 견지에서 혼인과 도덕의 비교사회학적 연구를 진척시켰다.

## 참고 자료
- 이 문서에는 다음커뮤니케이션(현 카카오)에서 GFDL 또는 CC-SA 라이선스로 배포한 글로벌 세계대백과사전의 내용을 기초로 작성된 글이 포함되어 있습니다.